# Theodorus van Roosmalen
Theodorus Antonius Leonardus Maria van Roosmalen, CSSR, (ur. 27 lipca 1875 r. w ’s-Hertogenbosch, zm. 9 czerwca 1957 r. w Paramaribo) – holenderski ksiądz katolicki, wikariusz apostolski Gujany Holenderskiej w latach 1911–1947. 

## Życiorys
Urodził się w 1875 r. w ’s-Hertogenbosch. W 1896 r. wstąpił do klasztoru redemptorystów w Roermond i został skierowany na studia specjalistyczne w Wittem, po których ukończeniu otrzymał 8 października 1901 r. święcenia kapłańskie. Początkowo prowadził działalność duszpasterską w Rotterdamie, po czym, w maju 1904 r. wyjechał na misje do Brazylii, gdzie pracował w misji Curvello oraz w mieście Juiz de Fora, w południowej części stanu Minas Gerais. W 1909 r. został rektorem tej ostatniej misji.
5 października 1911 r. papież Pius X mianował go wikariuszem apostolskim Gujany Holenderskiej i biskupem tytularnym Antigonië. Jego konsekracja biskupia miała miejsce 15 listopada 1911 r. w katedrze św. Jana w ’s-Hertogenbosch. Udał się następnie do Surinamu, gdzie przybył na początku stycznia 1912 r.
Brał udział tam w tworzeniu szkoły św. Leonarda w Paramaribo oraz w rozwoju szpitala w tamtym mieście. W 1939 r. udał się na urlop do Holandii, mianując księdza Stephanusa Kuijpersa swoim zastępcą. Za jego rządów poczyniono przygotowania do przekształceniu wikariatu w diecezję, jednak nie było mu dane być jej pierwszym ordynariuszem. 8 stycznia 1947 r. zrezygnował ze względów zdrowotnych z kierowania wikariatem. Zmarł w wieku 81 lat, w 1957 r. w Paramaribo.